# سيرجيو باغانو
سيرجيو باغانو (بالإيطالية: Sergio Pagano)‏ هو أمين الأرشيف إيطالي، ولد في 6 نوفمبر 1948 في بارغايغي في إيطاليا.